# Andromma
Genre
Andromma est un genre d'araignées aranéomorphes de la famille des Liocranidae.

## Distribution
Les espèces de ce genre se rencontrent en Afrique subsaharienne.

## Liste des espèces
Selon World Spider Catalog (version 23.5, 08/01/2023) :
- Andromma aethiopicum Simon, 1893
- Andromma albinovani Bosselaers & Jocqué, 2022
- Andromma alvoculatum Bosselaers & Jocqué, 2022
- Andromma anacardium Bosselaers & Jocqué, 2022
- Andromma anochetorum Simon, 1909
- Andromma bouvieri Fage, 1936
- Andromma cyamos Bosselaers & Jocqué, 2022
- Andromma cycnotrachelos Bosselaers & Jocqué, 2022
- Andromma delphiurum Bosselaers & Jocqué, 2022
- Andromma deogratias Bosselaers & Jocqué, 2022
- Andromma dicranobelos Bosselaers & Jocqué, 2022
- Andromma didrepanum Bosselaers & Jocqué, 2022
- Andromma divinagraciae Bosselaers & Jocqué, 2022
- Andromma elephantactes Bosselaers & Jocqué, 2022
- Andromma ghesquierei Bosselaers & Jocqué, 2022
- Andromma heligmos Bosselaers & Jocqué, 2022
- Andromma helix Bosselaers & Jocqué, 2022
- Andromma juakalyi Bosselaers & Jocqué, 2022
- Andromma katangense Bosselaers & Jocqué, 2022
- Andromma ophiophagum Bosselaers & Jocqué, 2022
- Andromma prosopion Bosselaers & Jocqué, 2022
- Andromma raffrayi Simon, 1899
- Andromma velum Bosselaers & Jocqué, 2022

## Systématique et taxinomie
Ce genre a été décrit par Simon en 1893 dans les Drassidae.

## Publication originale
- Simon, 1893 : Histoire naturelle des araignées. Paris, vol. 1, p. 257-488 (texte intégral).